# Olivia Thirlby
Olivia Jo Thirlby  (Nova Iorque, 6 de outubro de 1986) é uma atriz norte-americana.

## Vida e carreira
Thirlby nasceu em Nova York, filha de uma mãe executiva de publicidade e de um pai empreiteiro. Ela foi criada no East Village de Manhattan, freqüentando a escola no Friends Seminary no bairro Gramercy da cidade, onde se formou em uma turma de 57 alunos. Ela também participou do Festival de Artes Performáticas de Woods da França, no norte do Estado de Nova York, e do Centro Usdan de Artes Criativas e Performáticas (o acampamento de artes de verão de Long Island, também atendido por Natalie Portman e Mariah Carey). Ela teve aulas no American Globe Theatre, e brevemente na Royal Academy of Dramatic Art, em Londres, onde completou um curso de combate de palco com a Academia Britânica de Stage e Screen Combat (BASSC). Ela é descendente de judeus. Thirlby é participante do Projeto de Verdades Próprias de iO Tillett Wright. Em uma entrevista à Brooklyn Magazine em 2011, Thirlby publicamente se assumiu bissexual e afirmou por que ela decidiu fazer parte de um projeto de fotografia que foca em pessoas que são "tudo menos 100 por cento hetero".

## Filmografia

### Filmes
| Ano  | Título                         | Papel               | Notas         |
| ---- | ------------------------------ | ------------------- | ------------- |
| 2006 | United 93                      | Nicole Carol Miller |               |
| 2006 | Unlocked                       | Abby                |               |
| 2007 | Snow Angels                    | Lila Raybern        |               |
| 2007 | Juno                           | Leah                |               |
| 2007 | Love Comes Lately              | Sylvia Brokeles     |               |
| 2007 | The Secret                     | Samantha Marris     |               |
| 2008 | The Wackness                   | Stephanie Squires   |               |
| 2008 | Eve                            | Kate                |               |
| 2009 | New York, I Love You           | Atriz               |               |
| 2009 | The Answer Man                 | Anne                |               |
| 2009 | Uncertainty                    | Sophie Montero      |               |
| 2009 | What Goes Up                   | Tess Sullivan       |               |
| 2009 | Solitary Man                   | Maureen             | Não creditado |
| 2011 | No Strings Attached            | Katie Kurtzman      |               |
| 2011 | Margaret                       | Monica Sloane       |               |
| 2011 | The Darkest Hour               | Natalie             |               |
| 2012 | Nobody Walks                   | Martine             |               |
| 2012 | Being Flynn                    | Denise              |               |
| 2012 | Dredd                          | Judge Anderson      |               |
| 2014 | Red Knot                       | Chloe Harrison      |               |
| 2014 | 5 to 7                         | Jane Hastings       |               |
| 2014 | Just Before I Go               | Greta               |               |
| 2015 | The Wedding Ringer             | Alison Palmer       |               |
| 2015 | The Stanford Prison Experiment | Christina Maslach   |               |
| 2015 | Welcome to Happiness           | Trudy               |               |
| 2016 | Between Us                     | Dianne              |               |
| 2017 | Chappaquiddick                 | Rachel Schiff       |               |
| 2018 | Damascus Cover                 | Kim Johnson         |               |
| 2018 | White Orchid                   | Claire              |               |
| 2019 | Above the Shadows              | Holly               |               |
| TBA  | You Above All                  |                     | Gravando      |

### Televisão
| Ano     | Titulo         | Papel          | Notas                     |
| ------- | -------------- | -------------- | ------------------------- |
| 2006–07 | Kidnapped      | Aubrey Cain    | Papel principal           |
| 2009    | Bored to Death | Suzanne        |                           |
| 2011    | Good Vibes     | Jeena          | Dublagem; Papel principal |
| 2016    | Goliath        | Lucy Kittridge | Papel principal           |

## Teatro
| Ano  | Titulo          | Papel         | Notas                      |
| ---- | --------------- | ------------- | -------------------------- |
| 2008 | Farragut North  | Molly Stearns | Linda Gross Theater        |
| 2012 | Lonely, I'm Not | Businesswoman | Second Stage Theatre       |
| 2014 | O.P.C.          | Romi Weil     | American Repertory Theater |